# Vicente Reynés

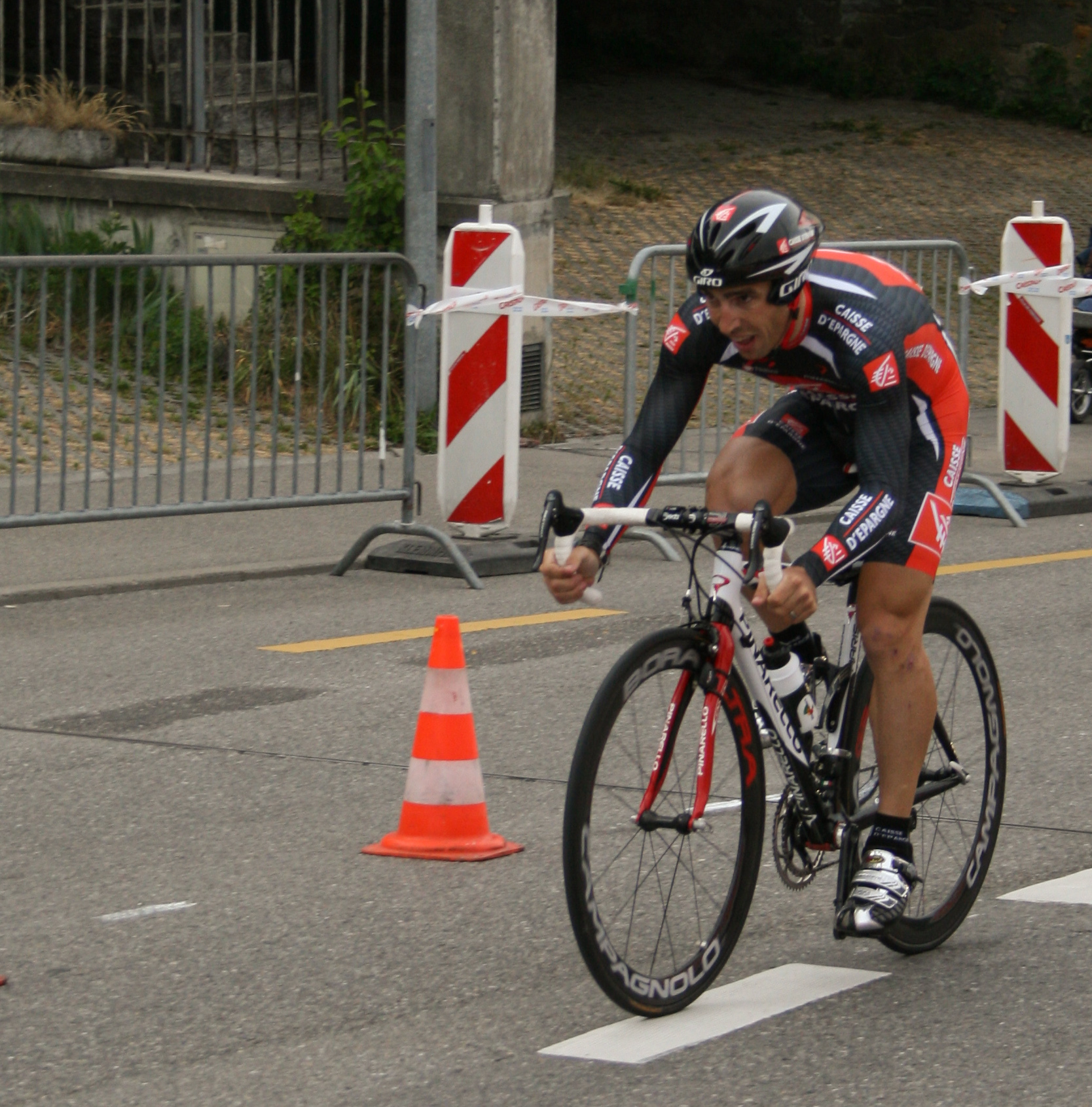
Vicente Reynés in de proloog van de Ronde van Romandië 2007.

Vicente Reynés Mimo (Deià, 30 juli 1981) is een voormalig Spaans wielrenner.
De op Mallorca geboren Reynés werd prof in 2003 bij een klein Portugees team, maar ging een jaar later naar het grote Illes Balears, het team dat gesponsord wordt door de regio waaruit hij afkomstig is. Zijn eerste jaren als professional behaalde Reynés vooral ereplaatsen, meestal in de massasprint. Zijn grootste overwinning behaalde hij in 2005, toen hij een etappe in Parijs-Nice wist te winnen. Na Illes Balears en haar opvolger Caisse d'Epargne reed Reynes voor Team HTC-Columbia. Vanaf 2012 rijdt Reynés voor het Belgische Lotto-Belisol om vervolgens twee seizoen later over te stappen naar het Zwitserse IAM Cycling. 

## Belangrijkste overwinningen
2003
- 2e etappe GP Abimota
- Eindklassement GP Abimota

2005
- 3e etappe Parijs-Nice

2007
- 2e etappe Challenge Mallorca (Trofeo Cala Millor-Cala Bona)
- Circuito de Getxo

## Resultaten in voornaamste wedstrijden
| Jaar | Ronde van Italië | Ronde van Frankrijk | Ronde van Spanje |
| ---- | ---------------- | ------------------- | ---------------- |
| 2004 |                  |                     |                  |
| 2005 | opgave           |                     |                  |
| 2006 |                  |                     |                  |
| 2007 |                  |                     |                  |
| 2008 |                  |                     |                  |
| 2009 |                  |                     | 103e             |
| 2010 | 117e             |                     |                  |
| 2011 |                  |                     | 87e              |
| 2012 |                  |                     | 82e              |
| 2013 | 109e             |                     | opgave           |
| 2014 |                  |                     | 61e              |
| 2015 |                  |                     | 86e              |
| 2016 |                  |                     | opgave           |

| Jaar | Milaan-San Remo | Gent-Wevelgem | Ronde van Vlaanderen | Parijs-Roubaix | Amstel Gold Race | Luik-Bast.‑Luik | Ronde van Lombardije | Parijs-Tours |  | WK op de weg |  | Wereldranglijsten |
| ---- | --------------- | ------------- | -------------------- | -------------- | ---------------- | --------------- | -------------------- | ------------ |  | ------------ |  | ----------------- |
| 2004 | opgave          |               |                      |                |                  | opgave          |                      |              |  |              |  |                   |
| 2005 | 11e             |               |                      |                | 70e              | 45e             | opgave               | 123e         |  |              |  | 169e (UPT)        |
| 2006 | 63e             | 18e           | 39e                  | 67e            | opgave           | opgave          | 17e                  | opgave       |  |              |  |                   |
| 2007 | 9e              |               | opgave               |                | opgave           | opgave          |                      |              |  |              |  | 160e (UPT)        |
| 2008 | opgave          | 100e          | 48e                  | opgave         |                  | opgave          |                      | 92e          |  |              |  |                   |
| 2009 |                 | 62e           |                      | opgave         |                  |                 |                      | 100e         |  |              |  |                   |
| 2010 |                 |               | 68e                  | opgave         |                  |                 |                      | 130e         |  |              |  |                   |
| 2011 | 108e            | 90e           | 75e                  | opgave         |                  |                 |                      |              |  | opgave       |  | 151e (UWT)        |
| 2012 | 103e            | 136e          |                      |                |                  |                 |                      |              |  |              |  |                   |
| 2013 | 64e             |               | 89e                  | opgave         |                  |                 |                      |              |  |              |  |                   |
| 2014 |                 |               |                      |                |                  |                 |                      | 38e          |  |              |  |                   |
| 2015 | 115e            | opgave        |                      |                | opgave           |                 |                      |              |  |              |  |                   |
| 2016 | 39e             |               |                      | 59e            |                  | opgave          |                      |              |  |              |  |                   |

## Ploegen
- 2002- Kelme-Costa Blanca II
- 2003- LA-Pecol
- 2004- Illes Balears-Banesto
- 2005- Illes Balears-Caisse d'Epargne
- 2006- Caisse d'Epargne-Illes Balears
- 2007- Caisse d'Epargne
- 2008- Team Columbia
- 2009- Team Columbia-HTC
- 2010- Team HTC-Columbia
- 2011- Omega Pharma-Lotto
- 2012- Lotto-Belisol
- 2013- Lotto-Belisol
- 2014- IAM Cycling
- 2015- IAM Cycling
- 2016- IAM Cycling